# Nikad nedjeljom
Nikad nedjeljom (gr. Ποτέ Την Κυριακή, Pote Tin Kyriaki) je grčki crno-bijeli film iz 1960. redatelja Julesa Dassina.

## Radnja
Film govori o Amerikancu (Jules Dassin) koji pokušava naći smisao života. Ovu potragu započinje u zemlji, kolijevci zapadne filozofije, Grčkoj, gdje upoznaje mladu, lijepu i amoralnu Ilyu (Melina Mercouri), prostitutku koju odlučuje izvesti na pravi put. U filmu se kasnije uviđa da jedina sretna osoba u biti je Ilya, sretna sa svojim zvanjem i koja je pronašla smisao svog života.

## O filmu
Film je doživio uspjeh diljem svijeta, posebice za Melinu Mercouri, koja je otpjevala i lajtmotiv, pjesmu Djeca Pireja. Film je nominiran za pet Oscara, ali je osvoji samo jednog; Oscara za najbolju originalnu pjesmu. To je bio prvi put da je jedan strani film dobio Oscara. Film je snimljen u Pireju.

## Uloge
- Melina Mercouri - Ilya
- Jules Dassin - Homer
- George Foundas - Tonio
- Titos Vandis - Jorgo
- Mitsos Liguisos - kapetan
- Despo Diamantidou - Despo
- Dimos Starenios - Poubelle
- Dimitris Papamichael - mornar

## Vanjske poveznice
- IMDb - Nikad nedjeljom